# 아시안 하이웨이 87호선
아시안 하이웨이 87호선(AH87)은 튀르키예의 앙카라와 이즈미르를 이어주는 아시안 하이웨이 노선망이자 고속도로 노선이다. 특이하게도 이 도로는 아시안 하이웨이 노선 중 2자릿수 번호상 한하여 마지막 번호로 부여받은 것으로 드러나고 있지만 전 구간이 터키에만 관통되어 있다. 총 연장은 606 km로 구성되어 있다.

## 주요 경유지
이 도로는 특색상 전 구간이 튀르키예를 경유한다.
- 터키 D.200 도로 : 앙카라 ~ 시브리히사르(영어판)
- 터키 D.260 도로 : 시브리히사르(영어판) ~ 아피온카라히사르
- 터키 D.300 도로 : 아피온카라히사르 ~ 이즈미르